# Стафенгаген, Иван Иванович
Стафенгаген, Иван Иванович (Iohann-Lorenz Staffenhagen; 1728—1784) — писатель и переводчик.

## Биография
Иван Иванович Стафенгаген сын купца, род. в 1728 г., обучался в гимназии при Академии наук латинскому, немецкому и французскому языкам и рисованию "на своем коште" и 11 апреля 1744 г. обратился с просьбою о принятии на службу при академии; профессор Винсгейм, к которому Стафенгаген был послан для испытания, дал самый хороший отзыв о его способностях и познаниях (29 мая 1744), и он был определен с 21 апреля на службу копиистом при конференции, а вскоре при архиве её, получая по 48 руб. в год жалованья, которое 24 сентября 1746 г. было повышено до 120 руб.; в 1747 г. он значился "писцом при академических профессорах", и 1748 г. был канцеляристом и слушал лекции проф. Штрубе по истории, в 1751 г. назначен архивариусом академии, с января 1752 г. вел протоколы академических заседаний. В 1754—1758 гг. он переводил на немецкий язык издаваемые академиею наук календари, в 1760-х гг. принимал участие в издании немецких "Академических Ведомостей", а в 1758 г. перевел прозою на немецкий язык составленное Ломоносовым описание фейерверка, сожженного перед домом графа Петра Шувалова; в 1764 г. был издан (СПб. ) сделанный им перевод на немецкий язык "Грамматики Российской" Ломоносова (1755 г.), причём в "Ежемесячных сочинениях и известиях о ученых делах" (1764 г., июнь, стр. 550—551) появился похвальный отзыв об этом переводе "как по исправности оного, так и по чистоте немецкого языка". В 1767 году И. И. Стафенгаген при Императорская Академия наук издал книгу «Географического описания р.Волги от Твери до Дмитревска для путешествия Ея Императорскаго Величества по оной реке».
В 1772 г. Стафенгаген составил для академического календаря статью "Abriss einer allgemeinen Geschichte der Handlung und Schiffarth". В 1769—1778 гг. он, в чине титулярного советника, находился заведующем "ведомостною экспедицией в географическом департаменте Имп. академии наук". Кроме указанных работ, ему принадлежит книга "Краткое руководство к древней географии, с изъяснением нынешнего состояния известных в древние времена земель. Собрано из разных авторов трудами имп. акад. наук архивариуса Ив. Стафенгагена", издание академии наук, с 28 гравированными ландкартами, СПб. 1753 г.; книга эта составлена по сочинениям Хр. Целлярия и Ф. Клуверия; в 1788 г. в СПб. вышло 2-е её издание, а в 1813 г. — 3-е; все издания — в 4°. Стафенгаген умер в 1784 г.